# 吉田敦彦
吉田 敦彦（よしだ あつひこ、1934年12月22日 - ）は、日本の神話学者。学習院大学名誉教授。専門は比較神話学と西洋古典学。

## 経歴
1934年、東京生まれ。小学校から大学まで成蹊学園に学び、成蹊大学政治経済学部を卒業。成蹊大学在学時に、マックス・ウェーバーの『職業としての学問』を読んだことがきっかけで西洋古典学を志し、アテネ・フランセでギリシア語、ラテン語を学び、東京大学大学院人文科学研究科に進む。
東京大学大学院人文科学研究科では、古代ギリシア文学者・西洋古典学の碩学呉茂一（著書「ギリシア神話」文庫解説を担当）や、『新約聖書』の専門家（聖書学者）であった前田護郎に師事する。吉田は前田護郎の勧めにしたがってキリスト教神話と地中海の密儀宗教神話との比較をテーマとした修士論文をフランス語で執筆。東京大学大学院人文科学研究科西洋古典学専攻修士課程修了後、1959年にフランス政府の給費留学生としてストラスブール大学に留学する。
このストラスブール時代に、吉田は、比較神話学者・ジョルジュ・デュメジルを知った。ストラスブール大学で師事したロベール・シリングが、デュメジルと親しかったほか、デュメジルの研究に詳しい人物が多かったためである。デュメジルに関心を持った吉田は著書を読みあさり、翌1960年にはパリで面会を申し込んでいる。デュメジルは吉田に高等研究実習院に来ることを勧めたうえ、以後吉田を弟子同様に遇した（「同様」とは、デュメジルが自分には弟子はいないと言っているため）。吉田は高等研究実習院でデュメジルとジャン＝ピエール・ヴェルナンの講義を受講する。フランス国立科学研究センター時代に比較神話学の碩学ジョルジュ・デュメジルの指導を受ける。
その後、ジュネーブ大学文学部非常勤講師として日本の宗教・神話を、カリフォルニア大学ロサンゼルス校（UCLA）の招待講師として古代ローマの宗教について講じ、1969年に帰国。
1970年に成蹊大学助教授に就任、後に教授昇進。吉田は大林太良の強い要望を受けて帰国後も日本神話の比較研究を継続するが、こうした研究に対して大野晋や大岡昇平らが評価し、大野晋に誘われ学習院大学に移った。学習院大学文学部教授となった。2006年に学習院大学定年退任、名誉教授となった。

## 受賞・栄典
- 1980年　哲学奨励山崎賞を受賞。
- 1984年 『ギリシァ文化の深層』でサントリー学芸賞を受賞。
- 2013年　瑞宝中綬章受勲[3]。

## 研究内容・業績

### ギリシャ神話関係
- 吉田はデュメジルが意図的に避けていたギリシア神話における三機能形態（主な神々が、祭祀・主権者、戦士、食糧生産者の三つの機能を分担するグループに分かれているという構造。この神話のもとでは、人間社会にもこの三階層の身分が成立することで秩序が保たれるという思想がみられ、王権をつかさどる宝器にもこの三機能が象徴されている）の研究を行い、この過程でギリシア神話をはじめとする印欧語族の神話と日本神話の類似に気づき、両者の関係について論じた論文を1961年から1963年の3回にわたって発表している（『宗教史学雑誌』）。
同時期に日本では大林太良が、日本神話とギリシア神話との類似について論じており（『日本神話の起源』1960年）、2人は知り合いとなって交流が始まっている。
また三機能形態をギリシア神話に照合させるという共通の研究テーマから、スコット・リトルトンとも知り合いとなっている。

### 日本神話関係
- ギリシアの神話や文化の研究でも知られる一方で、縄文人の宗教や文化に関する著作も目立つ。
- 民族学者の大林太良がギリシア神話と日本神話との間に見られる類似を、日本の神話の系統論・比較神話学として論じると一貫して支持、日本神話と印欧語族神話を比較する学術論文を、欧米の学術誌などに発表している。
- また、河合隼雄の中空構造論を、日本神話の構造論として評価した[4]。著作では『日本神話と印欧神話』で日本神話に見られる三機能体系について論じ、『ヤマトタケルと大国主』において、『記紀』の登場人物と印欧神話の登場人物との比較を行っている。

## 著作
- 『ギリシァ神話と日本神話 比較神話学の試み』みすず書房 （1974）
- 『日本神話と印欧神話』弘文堂（1974）
- 『比較神話学の現在 デュメジルとその影響』朝日出版社 （1975）
- 『日本神話の源流』講談社現代新書（1976）、講談社学術文庫（2007）
- 『天地創造99の謎 世界の神話はなぜ不滅か』産報サンポウ・ブックス （1976） 
  - 改題『天地創造神話の謎』大和書房（1985）
  - 再改題『世界の始まりの物語 天地創造神話はいかにつくられたか』大和書房（1994）
- 『小さ子とハイヌウェレ　比較神話学の試み2』みすず書房（1976）
- 『神話の構造 ミトーレヴィストロジック』朝日出版社（1978）
- 『ヤマトタケルと大国主 比較神話学の試み3』みすず書房（1979）
- 『アマテラスの原像 スキュタイ神話と日本神話』朝日出版社（1980、新装1987）
- 『ギリシァ神話』日本ブリタニカ（1980）
  - 増補改題『ギリシァ文化の深層』国文社（1984）
- 『ギリシア神話の発想』ティビーエス・ブリタニカ（1981）
- 『神話と近親相姦』青土社（1982）
- 『ギリシア・ローマの神話 人間に似た神さまたち』筑摩書房（1982）、ちくま文庫（1996）
- 『神話学の知と現在』河出書房新社（1984）
- 『神話の考古学』福武書店（1984、新装1986）
- 『日本神話の特色』青土社（1985、新装1989）
- 『縄文土偶の神話学 殺害と再生のアーケオロジー』名著出版会（1986）
- 『縄文の神話』青土社（1987、新版1997）
- 『妖怪と美女の神話学 山姥・天女・神女のアーケオロジー』名著出版会（1989）
- 『日本人の心のふるさと 日本神話はなぜギリシア神話ににているのか』ポプラ社（1990）
- 『日本の神話』青土社（1990、新装2002）
- 『豊穣と不死の神話』青土社（1990）
- 『昔話の考古学　山姥と縄文の女神』中公新書（1992）
- 『日本神話のなりたち』青土社（1992、新装1998）
- 『縄文宗教の謎』大和書房（1993）
- 『愛と変身のギリシア神話』同文書院（1993）
- 『漱石の夢の女』 青土社（1994）
- 『オイディプスの謎』青土社（1995）、講談社学術文庫（2011）
- 『日本人の女神信仰』 青土社（1995）
- 『水の神話』青土社（1996）
- 『ギリシャ人の性と幻想』青土社（1997）
- 『神話のはなし』青土社（2000）
- 『神話に学ぶこと』青土社（2002）
- 『太陽の神話と祭り』青土社（2003）
- 『不死と性の神話』青土社（2004）
- 『面白いほどわかるギリシャ神話 天地創造からヘラクレスまで、壮大な神話世界のすべて』学校で教えない教科書：日本文芸社（2005）
- 『日本神話 日本人の心のルーツが見えてくる！』PHP研究所（2006）
- 『ギリシア神話入門 プロメテウスとオイディプスの謎を解く』角川学芸出版：角川選書（2006）
- 『鬼と悪魔の神話学』青土社（2006）
- 『ギリシア神話 愛と憎しみの壮絶な物語！』PHP研究所（2006）
- 『雑学3分間ビジュアル図解シリーズ 日本神話』PHP研究所（2006.6）
- 『雑学3分間ビジュアル図解シリーズ ギリシア神話』PHP研究所（2006.11）
- 『ギリシァ悲劇を読む ソポクレス『ピロクテテス』にみる教育劇』青土社（2007）
- 『ズバリ図解 ギリシア神話』ぶんか社〈ぶんか社文庫〉（2007）
- 『図解 知れば知るほど面白いギリシア神話』洋泉社（2008/新装版2012）
- 『面白くてよくわかる！ ギリシア神話 －西欧文明の源泉を知る大人の教科書－』アスペクト（2010）
- 『大国主の神話 出雲神話と弥生時代の祭り』青土社（2012）
- 『日本神話の深層心理 アマテラス　スサノヲオ　ホクニヌシの役割』大和書房（2012）
- 『日本神話の論点』青土社（2013）
- 『名画で読み解く「ギリシア神話」』世界文化社（2013）
- 『一冊でまるごとわかるギリシア神話』大和書房〈だいわ文庫〉（2013）
- 『謎解きギリシア神話』青土社（2014）
- 『ギリシァ神話と人間』青土社（2016）
- 『女神信仰と日本神話』青土社（2018）
- 『ギリシア神話の光と影 アキレウスとオデュッセウス』青土社（2018）
- 『世界の神話 英雄事典』河出書房新社（2019）

### 共著
- 『剣の神・剣の英雄 タケミカヅチの比較研究』法政大学出版局 （1981、新版2014）、大林太良と共著
- 『日本神話の思想』（1983、ミネルヴァ書房） 河合隼雄、湯浅泰雄と共著
- 『神話学とは何か もう一つの知の世界』有斐閣新書（1987）、松村一男と共著
- 『イメージの解読「怪物」』河出書房新社（1991） 尾形希和子、西野嘉章、神原正明、若桑みどりと共著
- 『まんがギリシア神話』ぎょうせい（1991-1992）
  - 『まんがギリシア神話 第1巻 オリュンポスの神がみ』（吉田敦彦・監修、亜仁真・シナリオ、石原しゅん・作画、1991.10）
  - 『まんがギリシア神話 第2巻 愛の神エロスとプシュケ』（吉田敦彦・監修、亜仁真・シナリオ、平松修・作画、1991.11）
  - 『まんがギリシア神話 第3巻 女神ヘラの怒り』（吉田敦彦・監修、亜仁真・シナリオ、阿部高明・作画、1992.1）
  - 『まんがギリシア神話 第4巻 英雄ペルセウスペルセウスの冒険』（吉田敦彦・監修、亜仁真・シナリオ、石原しゅん・作画、1992.2）
  - 『まんがギリシア神話 第5巻 ヘラクレスの12の手がら』（吉田敦彦・監修、亜仁真・シナリオ、平松修・作画、1992.3）
  - 『まんがギリシア神話 第6巻 アテナイ王テセウス』（吉田敦彦・監修、亜仁真・シナリオ、阿部高明・作画、1992.4）
  - 『まんがギリシア神話 第7巻 黄金の羊をめぐる冒険』（吉田敦彦・監修、亜仁真・シナリオ、石原しゅん・作画、1992.5）
  - 『まんがギリシア神話 第8巻 悲劇の王オイディプス』（吉田敦彦・監修、亜仁真・シナリオ、平松修・作画、1992.6）
  - 『まんがギリシア神話 第9巻 トロイア戦争』（吉田敦彦・監修、亜仁真・シナリオ、阿部高明・作画、1992.7）
  - 『まんがギリシア神話 第10巻 ふたりの冒険家の大航海』（吉田敦彦・監修、亜仁真・シナリオ、石原しゅん・作画、1992.8）
- 『世界神話事典』角川書店（1994） 大林太良、伊藤清司、松村一男と共著
- 『日本の神話伝説』青土社（1996）、古川のり子と共著
- 『オデュッセウスの冒険』青土社（2009）、安彦良和と共著
- 『アジア女神大全』青土社（2011）、松村一男と共著

### 訳書
- ジャン＝ピエール・ヴェルナン『ギリシア思想の起源』みすず書房（1970）
- 『プロメテウスとオイディプス』みすず書房（1978）、ヴェルナンと共著・訳
- ジョン・シャーウッドスミス『海からの花嫁』法政大学出版局（共訳 1998.3）

## 論文
- Cinii